# Nokere Koerse 2022
La Nokere Koerse 2022 (officiellement Danilith-Nokere Koerse) est la 75e édition de cette course cycliste masculine sur route. Elle a eu lieu le 16 mars 2022 dans la province de Flandre-Orientale en Belgique, entre Deinze et Nokere. Elle fait partie du calendrier UCI ProSeries 2022 en catégorie 1.Pro. 

## Présentation

### Parcours
Le départ de la course est donné à Deinze et l'arrivée est jugée à Nokere, sur le Nokereberg, un secteur pavé après 189,8 km.

### Équipes
| WorldTeams (10)- Bora-Hansgrohe - Cofidis - Groupama-FDJ - Intermarché-Wanty-Gobert Matériaux - Israel-Premier Tech - Lotto-Soudal - Quick-Step Alpha Vinyl - Team DSM - Trek-Segafredo - UAE Team Emirates ProTeams (8)- Alpecin-Fenix - Arkéa-Samsic - B&B Hotels-KTM - Bardiani-CSF-Faizanè - Bingoal Pauwels Sauces WB - Human Powered Health - Sport Vlaanderen-Baloise - Uno-X Pro Cycling Team Équipes continentales (2)- Minerva Cycling Team - Tarteletto-Isorex |
| |

### Favoris
La Nokere Koerse se termine souvent par un sprint entre les hommes forts. Les deux principaux favoris sont le Belge Tim Merlier (Alpecin Fenix) et le Français Hugo Hofstetter (Arkea Samsic) tous deux auteurs d'un intéressant début de saison. Le jeune Belge Arnaud De Lie, qui a vingt ans ce jour, ainsi que son coéquipier de l'équipe Lotto-Soudal Victor Campenaerts  peuvent aussi jouer la victoire. Sans oublier l'Allemand Pascal Ackermann (UAE-Team Emirates), le Néerlandais Cees Bol (Team DSM) et les Belges Jordi Meeus (Bora-hansgrohe), Arne Marit (Sport Vlaanderen Baloise), Timothy Dupont (Bingoal WB) et Sep Vanmarcke (Israel Premier Tech).

## Récit de la course
Une première échappée de cinq hommes se produit dès le début de la course, compte jusqu'à trois minutes d'avance sur le peloton mais est reprise par celui-ci à environ 90 kilomètres du terme. Une autre échappée, cette fois de quatre coureurs, se produit à 70 kilomètres de l'arrivée mais elle est aussi reprise par le peloton alors qu'il reste 23 kilomètres. Le Britannique Samuel Watson (Groupama FDJ) s'isole en tête à 16 kilomètres de l'arrivée mais il est rattrapé par le peloton à une dizaine de km du terme. Un peloton de 42 coureurs se présente pour la victoire à Nokere où le Belge Tim Merlier, plus puissant dans la dernière ligne droite pavée et en légère montée, s'impose facilement.

## Classements

### Classement final
| \| Classement général \| Classement général \| Classement général \| Classement général \| Classement général \| \| Coureur \| Coureur \| Pays \| Équipe \| Temps \| \| ------------------ \| ------------------ \| ------------------ \| ---------------------- \| ------------------ \| \| 1er \| Tim Merlier \| Belgique \| Alpecin-Fenix \| 4 h 20 min 04 s \| \| 2e \| Max Walscheid \| Allemagne \| Cofidis \| + 0 s \| \| 3e \| Arnaud De Lie \| Belgique \| Lotto-Soudal \| + 0 s \| \| 4e \| Bert Van Lerberghe \| Belgique \| Quick-Step Alpha Vinyl \| + 0 s \| \| 5e \| Bram Welten \| Pays-Bas \| Groupama-FDJ \| + 0 s \| \| 6e \| Rasmus Tiller \| Norvège \| Uno-X Pro Cycling Team \| + 0 s \| \| 7e \| Hugo Hofstetter \| France \| Arkéa-Samsic \| + 0 s \| \| 8e \| Pierre Barbier \| France \| B&B Hotels-KTM \| + 0 s \| \| 9e \| Pascal Ackermann \| Allemagne \| UAE Team Emirates \| + 0 s \| \| 10e \| Jannik Steimle \| Allemagne \| Quick-Step Alpha Vinyl \| + 0 s \| |                    |           |                        |                 |
| |                    |           |                        |                 |
| Source : ProCyclingStats |                    |           |                        |                 |
| Classement général |                    |           |                        |                 |
| Coureur | Coureur            | Pays      | Équipe                 | Temps           |
| 1er | Tim Merlier        | Belgique  | Alpecin-Fenix          | 4 h 20 min 04 s |
| 2e | Max Walscheid      | Allemagne | Cofidis                | + 0 s           |
| 3e | Arnaud De Lie      | Belgique  | Lotto-Soudal           | + 0 s           |
| 4e | Bert Van Lerberghe | Belgique  | Quick-Step Alpha Vinyl | + 0 s           |
| 5e | Bram Welten        | Pays-Bas  | Groupama-FDJ           | + 0 s           |
| 6e | Rasmus Tiller      | Norvège   | Uno-X Pro Cycling Team | + 0 s           |
| 7e | Hugo Hofstetter    | France    | Arkéa-Samsic           | + 0 s           |
| 8e | Pierre Barbier     | France    | B&B Hotels-KTM         | + 0 s           |
| 9e | Pascal Ackermann   | Allemagne | UAE Team Emirates      | + 0 s           |
| 10e | Jannik Steimle     | Allemagne | Quick-Step Alpha Vinyl | + 0 s           |

### Classement UCI
La course attribue des points au classement mondial UCI 2022 selon le barème suivant :
| Position           | 1er | 2e  | 3e  | 4e  | 5e | 6e | 7e | 8e | 9e | 10e | 11e | 12e | 13e | 14e | 15e | 16e à 30e | 31e à 40e |
| Classement général | 200 | 150 | 125 | 100 | 85 | 70 | 60 | 50 | 40 | 35  | 30  | 25  | 20  | 15  | 10  | 5         | 3         |

## Liste des participants
| Bingoal Pauwels Sauces WB BWB | Bingoal Pauwels Sauces WB BWB | Bingoal Pauwels Sauces WB BWB |
| ----------------------------- | ----------------------------- | ----------------------------- |
| Num                           | Coureur                       | Pos                           |
| 1                             | Ludovic Robeet (BEL)          | 41e                           |
| 2                             | Louis Blouwe (BEL)            | AB                            |
| 3                             | Timothy Dupont (BEL)          | 51e                           |
| 4                             | Milan Menten (BEL)            | 15e                           |
| 5                             | Laurenz Rex (BEL)             | 24e                           |
| 6                             | Mathijs Paasschens (NED)      | 80e                           |
| 7                             | Tom Wirtgen (LUX)             | 93e                           |

| Quick-Step Alpha Vinyl QST | Quick-Step Alpha Vinyl QST | Quick-Step Alpha Vinyl QST |
| -------------------------- | -------------------------- | -------------------------- |
| Num                        | Coureur                    | Pos                        |
| 11                         | Iljo Keisse (BEL)          | 105e                       |
| 12                         | Mauro Schmid (SUI)         | 22e                        |
| 13                         | Stijn Steels (BEL)         | 106e                       |
| 14                         | Jannik Steimle (GER)       | 10e                        |
| 15                         | Bert Van Lerberghe (BEL)   | 4e                         |
| 17                         | Ethan Vernon (GBR)         | 11e                        |

| Bora-Hansgrohe BOH | Bora-Hansgrohe BOH      | Bora-Hansgrohe BOH |
| ------------------ | ----------------------- | ------------------ |
| Num                | Coureur                 | Pos                |
| 21                 | Shane Archbold (NZL)    | 74e                |
| 22                 | Patrick Gamper (AUT)    | 32e                |
| 23                 | Jonas Koch (GER)        | 12e                |
| 24                 | Martin Laas (EST)       | AB                 |
| 25                 | Jordi Meeus (BEL)       | NP                 |
| 26                 | Lukas Pöstlberger (AUT) | AB                 |
| 27                 | Matthew Walls (GBR)     | AB                 |

| UAE Team Emirates UAD | UAE Team Emirates UAD      | UAE Team Emirates UAD |
| --------------------- | -------------------------- | --------------------- |
| Num                   | Coureur                    | Pos                   |
| 31                    | Rui Oliveira (POR)         | 37e                   |
| 32                    | Pascal Ackermann (GER)     | 9e                    |
| 33                    | Finn Fisher-Black (NZL)    | 108e                  |
| 34                    | Felix Groß (GER)           | 67e                   |
| 35                    | Vegard Stake Laengen (NOR) | 60e                   |
| 36                    | Joël Suter (SUI)           | 112e                  |
| 37                    | Oliviero Troia (ITA)       | 61e                   |

| Trek-Segafredo TFS | Trek-Segafredo TFS   | Trek-Segafredo TFS |
| ------------------ | -------------------- | ------------------ |
| Num                | Coureur              | Pos                |
| 41                 | Jon Aberasturi (ESP) | 92e                |
| 42                 | Marc Brustenga (ESP) | AB                 |
| 43                 | Jakob Egholm (DEN)   | AB                 |
| 44                 | Daan Hoole (NED)     | 82e                |
| 45                 | Emīls Liepiņš (LAT)  | 77e                |
| 46                 | Otto Vergaerde (BEL) | 30e                |

| Groupama-FDJ GFC | Groupama-FDJ GFC         | Groupama-FDJ GFC |
| ---------------- | ------------------------ | ---------------- |
| Num              | Coureur                  | Pos              |
| 51               | Lewis Askey (GBR)        | 13e              |
| 52               | Clément Davy (FRA)       | 44e              |
| 53               | Matthieu Ladagnous (FRA) | 35e              |
| 54               | Fabian Lienhard (SUI)    | 29e              |
| 55               | Miles Scotson (AUS)      | 27e              |
| 56               | Samuel Watson (GBR)      | 59e              |
| 57               | Bram Welten (NED)        | 5e               |

| Intermarché-Wanty-Gobert Matériaux IWG | Intermarché-Wanty-Gobert Matériaux IWG | Intermarché-Wanty-Gobert Matériaux IWG |
| -------------------------------------- | -------------------------------------- | -------------------------------------- |
| Num                                    | Coureur                                | Pos                                    |
| 61                                     | Boy van Poppel (NED)                   | 14e                                    |
| 62                                     | Julius Johansen (DEN)                  | 78e                                    |
| 63                                     | Barnabás Peák (HUN)                    | 25e                                    |
| 65                                     | Gerben Thijssen (BEL)                  | 21e                                    |
| 66                                     | Kévin Van Melsen (BEL)                 | 47e                                    |
| 67                                     | Tom Devriendt (BEL)                    | 109e                                   |

| Israel-Premier Tech IPT | Israel-Premier Tech IPT | Israel-Premier Tech IPT |
| ----------------------- | ----------------------- | ----------------------- |
| Num                     | Coureur                 | Pos                     |
| 71                      | Rudy Barbier (FRA)      | 48e                     |
| 72                      | Jenthe Biermans (BEL)   | 16e                     |
| 73                      | Marco Frigo (ITA)       | 56e                     |
| 74                      | Taj Jones (AUS)         | 52e                     |
| 75                      | Antonio Puppio (ITA)    | 57e                     |
| 76                      | Guy Sagiv (ISR)         | 96e                     |
| 77                      | Tom Van Asbroeck (BEL)  | 17e                     |

| Cofidis COF | Cofidis COF             | Cofidis COF |
| ----------- | ----------------------- | ----------- |
| Num         | Coureur                 | Pos         |
| 81          | Piet Allegaert (BEL)    | 19e         |
| 82          | Wesley Kreder (NED)     | 58e         |
| 83          | André Carvalho (POR)    | 31e         |
| 84          | Kenneth Vanbilsen (BEL) | 85e         |
| 85          | Jelle Wallays (BEL)     | 76e         |
| 86          | Max Walscheid (GER)     | 2e          |

| Lotto-Soudal LTS | Lotto-Soudal LTS          | Lotto-Soudal LTS |
| ---------------- | ------------------------- | ---------------- |
| Num              | Coureur                   | Pos              |
| 91               | Victor Campenaerts (BEL)  | 26e              |
| 92               | Arnaud De Lie (BEL)       | 3e               |
| 93               | Cédric Beullens (BEL)     | 42e              |
| 94               | Michael Schwarzmann (GER) | AB               |
| 95               | Thomas De Gendt (BEL)     | AB               |
| 96               | Sébastien Grignard (BEL)  | 98e              |
| 97               | Florian Vermeersch (BEL)  | 45e              |

| Team DSM DSM | Team DSM DSM                  | Team DSM DSM |
| ------------ | ----------------------------- | ------------ |
| Num          | Coureur                       | Pos          |
| 101          | Cees Bol (NED)                | AB           |
| 102          | Pavel Bittner (CZE)           | 38e          |
| 103          | Leon Heinschke (GER)          | 110e         |
| 104          | Jonas Iversby Hvideberg (NOR) | 40e          |
| 105          | Niklas Märkl (GER)            | 33e          |
| 106          | Sam Welsford (AUS)            | 50e          |
| 107          | Casper van Uden (NED)         | 62e          |

| Alpecin-Fenix AFC | Alpecin-Fenix AFC           | Alpecin-Fenix AFC |
| ----------------- | --------------------------- | ----------------- |
| Num               | Coureur                     | Pos               |
| 111               | Tim Merlier (BEL)           | 1er               |
| 112               | Floris De Tier (BEL)        | 64e               |
| 113               | Maurice Ballerstedt (GER)   | 81e               |
| 114               | Alexander Krieger (GER)     | 113e              |
| 115               | Edward Planckaert (BEL)     | 54e               |
| 116               | Scott Thwaites (GBR)        | 34e               |
| 117               | Fabio Van den Bossche (BEL) | AB                |

| B&B Hotels-KTM BBK | B&B Hotels-KTM BBK      | B&B Hotels-KTM BBK |
| ------------------ | ----------------------- | ------------------ |
| Num                | Coureur                 | Pos                |
| 122                | Cyril Gautier (FRA)     | 39e                |
| 123                | Quentin Jauregui (FRA)  | 53e                |
| 124                | Pierre Barbier (FRA)    | 8e                 |
| 125                | Raphaël Parisella (CAN) | 89e                |
| 126                | Adrien Lagrée (FRA)     | 91e                |
| 127                | Miguel Heidemann (GER)  | 72e                |

| Bardiani CSF Faizanè BCF | Bardiani CSF Faizanè BCF     | Bardiani CSF Faizanè BCF |
| ------------------------ | ---------------------------- | ------------------------ |
| Num                      | Coureur                      | Pos                      |
| 131                      | Enrico Battaglin (ITA)       | 100e                     |
| 132                      | Jhonatan Cañaveral (COL)     | AB                       |
| 133                      | Luca Colnaghi (ITA)          | 102e                     |
| 135                      | Alessandro Santaromita (ITA) | AB                       |
| 136                      | Enrico Zanoncello (ITA)      | AB                       |
| 137                      | Samuele Zoccarato (ITA)      | 111e                     |

| Human Powered Health HPM | Human Powered Health HPM | Human Powered Health HPM |
| ------------------------ | ------------------------ | ------------------------ |
| Num                      | Coureur                  | Pos                      |
| 141                      | Robin Carpenter (USA)    | 104e                     |
| 142                      | Pier-André Côté (CAN)    | 90e                      |
| 143                      | August Jensen (NOR)      | 68e                      |
| 144                      | Gage Hecht (USA)         | AB                       |
| 145                      | Colin Joyce (USA)        | 103e                     |
| 147                      | Nickolas Zukowsky (CAN)  | 28e                      |

| Sport Vlaanderen-Baloise SVB | Sport Vlaanderen-Baloise SVB | Sport Vlaanderen-Baloise SVB |
| ---------------------------- | ---------------------------- | ---------------------------- |
| Num                          | Coureur                      | Pos                          |
| 151                          | Ruben Apers (BEL)            | 83e                          |
| 152                          | Vito Braet (BEL)             | 65e                          |
| 153                          | Gilles De Wilde (BEL)        | 49e                          |
| 154                          | Arne Marit (BEL)             | 46e                          |
| 155                          | Aaron Van Poucke (BEL)       | 95e                          |
| 156                          | Kenneth Van Rooy (BEL)       | 20e                          |
| 157                          | Aaron Verwilst (BEL)         | 69e                          |

| Arkéa-Samsic ARK | Arkéa-Samsic ARK        | Arkéa-Samsic ARK |
| ---------------- | ----------------------- | ---------------- |
| Num              | Coureur                 | Pos              |
| 161              | Hugo Hofstetter (FRA)   | 7e               |
| 162              | Christophe Noppe (BEL)  | 55e              |
| 163              | Benjamin Declercq (BEL) | 23e              |
| 164              | Dayer Quintana (COL)    | 84e              |
| 165              | Markus Pajur (EST)      | 75e              |
| 166              | Michel Ries (LUX)       | AB               |
| 167              | Kévin Vauquelin (FRA)   | 36e              |

| Uno-X Pro Cycling Team UXT | Uno-X Pro Cycling Team UXT | Uno-X Pro Cycling Team UXT |
| -------------------------- | -------------------------- | -------------------------- |
| Num                        | Coureur                    | Pos                        |
| 171                        | Kristoffer Halvorsen (NOR) | 97e                        |
| 172                        | Tord Gudmestad (NOR)       | 70e                        |
| 173                        | Lasse Norman Leth (DEN)    | AB                         |
| 174                        | Morten Hulgaard (DEN)      | 63e                        |
| 175                        | Anders Skaarseth (NOR)     | 43e                        |
| 176                        | Rasmus Tiller (NOR)        | 6e                         |
| 177                        | Søren Wærenskjold (NOR)    | 18e                        |

| Tarteletto-Isorex TIS | Tarteletto-Isorex TIS       | Tarteletto-Isorex TIS |
| --------------------- | --------------------------- | --------------------- |
| Num                   | Coureur                     | Pos                   |
| 181                   | Maxime De Poorter (BEL)     | 99e                   |
| 182                   | Andreas Goeman (BEL)        | 71e                   |
| 183                   | Sander Lemmens (BEL)        | 79e                   |
| 184                   | Elias Van Breussegem (BEL)  | 107e                  |
| 185                   | Brent Van De Kerkhove (BEL) | 88e                   |
| 186                   | Kobe Vanoverschelde (BEL)   | 87e                   |
| 187                   | Thibau Verhofstadt (BEL)    | 101e                  |

| Minerva Cycling Team MCT | Minerva Cycling Team MCT | Minerva Cycling Team MCT |
| ------------------------ | ------------------------ | ------------------------ |
| Num                      | Coureur                  | Pos                      |
| 191                      | Enrico Dhaeye (BEL)      | 86e                      |
| 192                      | Gil D'Heygere (BEL)      | AB                       |
| 193                      | Thomas Joseph (BEL)      | 73e                      |
| 194                      | Stefano Museeuw (BEL)    | AB                       |
| 195                      | Kasper Saver (BEL)       | 66e                      |
| 196                      | Matthew Van Schoor (BEL) | 94e                      |
| 197                      | Thimo Willems (BEL)      | AB                       |

| Bingoal Pauwels Sauces WB BWB | Bingoal Pauwels Sauces WB BWB | Bingoal Pauwels Sauces WB BWB |
| ----------------------------- | ----------------------------- | ----------------------------- |
| Num                           | Coureur                       | Pos                           |
| 1                             | Ludovic Robeet (BEL)          | 41e                           |
| 2                             | Louis Blouwe (BEL)            | AB                            |
| 3                             | Timothy Dupont (BEL)          | 51e                           |
| 4                             | Milan Menten (BEL)            | 15e                           |
| 5                             | Laurenz Rex (BEL)             | 24e                           |
| 6                             | Mathijs Paasschens (NED)      | 80e                           |
| 7                             | Tom Wirtgen (LUX)             | 93e                           |

| Quick-Step Alpha Vinyl QST | Quick-Step Alpha Vinyl QST | Quick-Step Alpha Vinyl QST |
| -------------------------- | -------------------------- | -------------------------- |
| Num                        | Coureur                    | Pos                        |
| 11                         | Iljo Keisse (BEL)          | 105e                       |
| 12                         | Mauro Schmid (SUI)         | 22e                        |
| 13                         | Stijn Steels (BEL)         | 106e                       |
| 14                         | Jannik Steimle (GER)       | 10e                        |
| 15                         | Bert Van Lerberghe (BEL)   | 4e                         |
| 17                         | Ethan Vernon (GBR)         | 11e                        |

| Bora-Hansgrohe BOH | Bora-Hansgrohe BOH      | Bora-Hansgrohe BOH |
| ------------------ | ----------------------- | ------------------ |
| Num                | Coureur                 | Pos                |
| 21                 | Shane Archbold (NZL)    | 74e                |
| 22                 | Patrick Gamper (AUT)    | 32e                |
| 23                 | Jonas Koch (GER)        | 12e                |
| 24                 | Martin Laas (EST)       | AB                 |
| 25                 | Jordi Meeus (BEL)       | NP                 |
| 26                 | Lukas Pöstlberger (AUT) | AB                 |
| 27                 | Matthew Walls (GBR)     | AB                 |

| UAE Team Emirates UAD | UAE Team Emirates UAD      | UAE Team Emirates UAD |
| --------------------- | -------------------------- | --------------------- |
| Num                   | Coureur                    | Pos                   |
| 31                    | Rui Oliveira (POR)         | 37e                   |
| 32                    | Pascal Ackermann (GER)     | 9e                    |
| 33                    | Finn Fisher-Black (NZL)    | 108e                  |
| 34                    | Felix Groß (GER)           | 67e                   |
| 35                    | Vegard Stake Laengen (NOR) | 60e                   |
| 36                    | Joël Suter (SUI)           | 112e                  |
| 37                    | Oliviero Troia (ITA)       | 61e                   |

| Trek-Segafredo TFS | Trek-Segafredo TFS   | Trek-Segafredo TFS |
| ------------------ | -------------------- | ------------------ |
| Num                | Coureur              | Pos                |
| 41                 | Jon Aberasturi (ESP) | 92e                |
| 42                 | Marc Brustenga (ESP) | AB                 |
| 43                 | Jakob Egholm (DEN)   | AB                 |
| 44                 | Daan Hoole (NED)     | 82e                |
| 45                 | Emīls Liepiņš (LAT)  | 77e                |
| 46                 | Otto Vergaerde (BEL) | 30e                |

| Groupama-FDJ GFC | Groupama-FDJ GFC         | Groupama-FDJ GFC |
| ---------------- | ------------------------ | ---------------- |
| Num              | Coureur                  | Pos              |
| 51               | Lewis Askey (GBR)        | 13e              |
| 52               | Clément Davy (FRA)       | 44e              |
| 53               | Matthieu Ladagnous (FRA) | 35e              |
| 54               | Fabian Lienhard (SUI)    | 29e              |
| 55               | Miles Scotson (AUS)      | 27e              |
| 56               | Samuel Watson (GBR)      | 59e              |
| 57               | Bram Welten (NED)        | 5e               |

| Intermarché-Wanty-Gobert Matériaux IWG | Intermarché-Wanty-Gobert Matériaux IWG | Intermarché-Wanty-Gobert Matériaux IWG |
| -------------------------------------- | -------------------------------------- | -------------------------------------- |
| Num                                    | Coureur                                | Pos                                    |
| 61                                     | Boy van Poppel (NED)                   | 14e                                    |
| 62                                     | Julius Johansen (DEN)                  | 78e                                    |
| 63                                     | Barnabás Peák (HUN)                    | 25e                                    |
| 65                                     | Gerben Thijssen (BEL)                  | 21e                                    |
| 66                                     | Kévin Van Melsen (BEL)                 | 47e                                    |
| 67                                     | Tom Devriendt (BEL)                    | 109e                                   |

| Israel-Premier Tech IPT | Israel-Premier Tech IPT | Israel-Premier Tech IPT |
| ----------------------- | ----------------------- | ----------------------- |
| Num                     | Coureur                 | Pos                     |
| 71                      | Rudy Barbier (FRA)      | 48e                     |
| 72                      | Jenthe Biermans (BEL)   | 16e                     |
| 73                      | Marco Frigo (ITA)       | 56e                     |
| 74                      | Taj Jones (AUS)         | 52e                     |
| 75                      | Antonio Puppio (ITA)    | 57e                     |
| 76                      | Guy Sagiv (ISR)         | 96e                     |
| 77                      | Tom Van Asbroeck (BEL)  | 17e                     |

| Cofidis COF | Cofidis COF             | Cofidis COF |
| ----------- | ----------------------- | ----------- |
| Num         | Coureur                 | Pos         |
| 81          | Piet Allegaert (BEL)    | 19e         |
| 82          | Wesley Kreder (NED)     | 58e         |
| 83          | André Carvalho (POR)    | 31e         |
| 84          | Kenneth Vanbilsen (BEL) | 85e         |
| 85          | Jelle Wallays (BEL)     | 76e         |
| 86          | Max Walscheid (GER)     | 2e          |

| Lotto-Soudal LTS | Lotto-Soudal LTS          | Lotto-Soudal LTS |
| ---------------- | ------------------------- | ---------------- |
| Num              | Coureur                   | Pos              |
| 91               | Victor Campenaerts (BEL)  | 26e              |
| 92               | Arnaud De Lie (BEL)       | 3e               |
| 93               | Cédric Beullens (BEL)     | 42e              |
| 94               | Michael Schwarzmann (GER) | AB               |
| 95               | Thomas De Gendt (BEL)     | AB               |
| 96               | Sébastien Grignard (BEL)  | 98e              |
| 97               | Florian Vermeersch (BEL)  | 45e              |

| Team DSM DSM | Team DSM DSM                  | Team DSM DSM |
| ------------ | ----------------------------- | ------------ |
| Num          | Coureur                       | Pos          |
| 101          | Cees Bol (NED)                | AB           |
| 102          | Pavel Bittner (CZE)           | 38e          |
| 103          | Leon Heinschke (GER)          | 110e         |
| 104          | Jonas Iversby Hvideberg (NOR) | 40e          |
| 105          | Niklas Märkl (GER)            | 33e          |
| 106          | Sam Welsford (AUS)            | 50e          |
| 107          | Casper van Uden (NED)         | 62e          |

| Alpecin-Fenix AFC | Alpecin-Fenix AFC           | Alpecin-Fenix AFC |
| ----------------- | --------------------------- | ----------------- |
| Num               | Coureur                     | Pos               |
| 111               | Tim Merlier (BEL)           | 1er               |
| 112               | Floris De Tier (BEL)        | 64e               |
| 113               | Maurice Ballerstedt (GER)   | 81e               |
| 114               | Alexander Krieger (GER)     | 113e              |
| 115               | Edward Planckaert (BEL)     | 54e               |
| 116               | Scott Thwaites (GBR)        | 34e               |
| 117               | Fabio Van den Bossche (BEL) | AB                |

| B&B Hotels-KTM BBK | B&B Hotels-KTM BBK      | B&B Hotels-KTM BBK |
| ------------------ | ----------------------- | ------------------ |
| Num                | Coureur                 | Pos                |
| 122                | Cyril Gautier (FRA)     | 39e                |
| 123                | Quentin Jauregui (FRA)  | 53e                |
| 124                | Pierre Barbier (FRA)    | 8e                 |
| 125                | Raphaël Parisella (CAN) | 89e                |
| 126                | Adrien Lagrée (FRA)     | 91e                |
| 127                | Miguel Heidemann (GER)  | 72e                |

| Bardiani CSF Faizanè BCF | Bardiani CSF Faizanè BCF     | Bardiani CSF Faizanè BCF |
| ------------------------ | ---------------------------- | ------------------------ |
| Num                      | Coureur                      | Pos                      |
| 131                      | Enrico Battaglin (ITA)       | 100e                     |
| 132                      | Jhonatan Cañaveral (COL)     | AB                       |
| 133                      | Luca Colnaghi (ITA)          | 102e                     |
| 135                      | Alessandro Santaromita (ITA) | AB                       |
| 136                      | Enrico Zanoncello (ITA)      | AB                       |
| 137                      | Samuele Zoccarato (ITA)      | 111e                     |

| Human Powered Health HPM | Human Powered Health HPM | Human Powered Health HPM |
| ------------------------ | ------------------------ | ------------------------ |
| Num                      | Coureur                  | Pos                      |
| 141                      | Robin Carpenter (USA)    | 104e                     |
| 142                      | Pier-André Côté (CAN)    | 90e                      |
| 143                      | August Jensen (NOR)      | 68e                      |
| 144                      | Gage Hecht (USA)         | AB                       |
| 145                      | Colin Joyce (USA)        | 103e                     |
| 147                      | Nickolas Zukowsky (CAN)  | 28e                      |

| Sport Vlaanderen-Baloise SVB | Sport Vlaanderen-Baloise SVB | Sport Vlaanderen-Baloise SVB |
| ---------------------------- | ---------------------------- | ---------------------------- |
| Num                          | Coureur                      | Pos                          |
| 151                          | Ruben Apers (BEL)            | 83e                          |
| 152                          | Vito Braet (BEL)             | 65e                          |
| 153                          | Gilles De Wilde (BEL)        | 49e                          |
| 154                          | Arne Marit (BEL)             | 46e                          |
| 155                          | Aaron Van Poucke (BEL)       | 95e                          |
| 156                          | Kenneth Van Rooy (BEL)       | 20e                          |
| 157                          | Aaron Verwilst (BEL)         | 69e                          |

| Arkéa-Samsic ARK | Arkéa-Samsic ARK        | Arkéa-Samsic ARK |
| ---------------- | ----------------------- | ---------------- |
| Num              | Coureur                 | Pos              |
| 161              | Hugo Hofstetter (FRA)   | 7e               |
| 162              | Christophe Noppe (BEL)  | 55e              |
| 163              | Benjamin Declercq (BEL) | 23e              |
| 164              | Dayer Quintana (COL)    | 84e              |
| 165              | Markus Pajur (EST)      | 75e              |
| 166              | Michel Ries (LUX)       | AB               |
| 167              | Kévin Vauquelin (FRA)   | 36e              |

| Uno-X Pro Cycling Team UXT | Uno-X Pro Cycling Team UXT | Uno-X Pro Cycling Team UXT |
| -------------------------- | -------------------------- | -------------------------- |
| Num                        | Coureur                    | Pos                        |
| 171                        | Kristoffer Halvorsen (NOR) | 97e                        |
| 172                        | Tord Gudmestad (NOR)       | 70e                        |
| 173                        | Lasse Norman Leth (DEN)    | AB                         |
| 174                        | Morten Hulgaard (DEN)      | 63e                        |
| 175                        | Anders Skaarseth (NOR)     | 43e                        |
| 176                        | Rasmus Tiller (NOR)        | 6e                         |
| 177                        | Søren Wærenskjold (NOR)    | 18e                        |

| Tarteletto-Isorex TIS | Tarteletto-Isorex TIS       | Tarteletto-Isorex TIS |
| --------------------- | --------------------------- | --------------------- |
| Num                   | Coureur                     | Pos                   |
| 181                   | Maxime De Poorter (BEL)     | 99e                   |
| 182                   | Andreas Goeman (BEL)        | 71e                   |
| 183                   | Sander Lemmens (BEL)        | 79e                   |
| 184                   | Elias Van Breussegem (BEL)  | 107e                  |
| 185                   | Brent Van De Kerkhove (BEL) | 88e                   |
| 186                   | Kobe Vanoverschelde (BEL)   | 87e                   |
| 187                   | Thibau Verhofstadt (BEL)    | 101e                  |

| Minerva Cycling Team MCT | Minerva Cycling Team MCT | Minerva Cycling Team MCT |
| ------------------------ | ------------------------ | ------------------------ |
| Num                      | Coureur                  | Pos                      |
| 191                      | Enrico Dhaeye (BEL)      | 86e                      |
| 192                      | Gil D'Heygere (BEL)      | AB                       |
| 193                      | Thomas Joseph (BEL)      | 73e                      |
| 194                      | Stefano Museeuw (BEL)    | AB                       |
| 195                      | Kasper Saver (BEL)       | 66e                      |
| 196                      | Matthew Van Schoor (BEL) | 94e                      |
| 197                      | Thimo Willems (BEL)      | AB                       |